# آو این در هالرتاو
آو این در هالرتاو (به آلمانی: Au in der Hallertau) یک شهر در آلمان است که در بایرن واقع شده‌است.

## خصوصیات
آو این در هالرتاو ۵۴٫۹۹ کیلومترمربع مساحت دارد ۴۵۲ متر بالاتر از سطح دریا واقع شده‌است.